# 王可
王可（1962年11月—），男，汉族，湖南南县人，中华人民共和国政治人物。北京科技大学材料物理系科学技术史专业毕业，高级工程师。曾任中共山东省委常委、组织部部长。现任中国红十字会党组书记、常务副会长。

## 生平
1978年10月，在北京钢铁学院金属学及热处理专业学习。1982年8月参加工作，任长沙锅炉厂职工。1985年9月，在北京科技大学材料物理系科学技术史专业读硕士研究生。1987年5月加入中国共产党。
1988年7月，任中国科协调研室干部、副处级调研员。1994年1月，任中国科协党组秘书（正处级）。1995年9月，任中国科协组织人事部部长助理兼人事处处长、党组秘书。1997年9月，任组织人事部副部长。2002年4月，任计划财务部部长（其间：2005年3月-2006年1月，在中央党校第21期一年制中青班学习）。2006年4月，任科学技术普及部部长。2010年1月，任中国科协党组成员（至2011年4月）、科学技术普及部部长、机关党委书记。
2010年10月，任中共贵港市委副书记（正厅长级）。2011年8月，任中共贵港市委书记、市人大常委会主任。2015年11月，任中共北海市委书记。2016年6月，升任中共广西壮族自治区党委常委。2016年11月，兼任中共广西壮族自治区党委秘书长。2018年5月，改任自治区党委组织部长，兼任百色干部学院院长。
2018年8月，经中共中央批准，调任中共山东省委常委、组织部长。
2021年7月，任中国红十字会党组书记、常务副会长。2023年，他当选为全国人大外事委员会副主任委員。